# Markus Persson
Markus Alexej Persson (Estocolmo, 1 de junho de 1979), mais conhecido como Notch, é um programador e designer de jogos eletrônicos sueco. É conhecido por criar o videogame sandbox Minecraft, que se tornou o jogo de videogame mais vendido da história, e por fundar a empresa de desenvolvimento de videogames Mojang Studios em 2009.
Persson começou a desenvolver videogames muito cedo, fazendo jogos tanto profissionalmente quanto por prazer durante grande parte de sua vida. Ele alcançou sucesso crítico com a publicação de uma versão inicial do Minecraft em 2009. Antes do lançamento oficial do jogo no varejo em 2011, ele vendeu mais de dez milhões de cópias. Após este ponto, Persson deixou o cargo de designer-chefe e transferiu a autoridade criativa para Jens Bergensten.
Em setembro de 2014, Persson anunciou em seu site pessoal que havia concluído que "[não tinha a conexão com seus fãs que pensava ter]", que havia "se tornado um símbolo" e que não desejava ser responsável pela operação cada vez maior da Mojang. Persson deixou a Mojang em novembro daquele ano, vendendo sua empresa para a Microsoft por US$ 2,5 bilhões. Como acionista majoritário, a aquisição tornou Persson um bilionário. 
Desde 2016, várias postagens de Persson no Twitter sobre questões de homossexualidade, raça e direitos transgênero causaram controvérsias públicas. Em 2019, suas postagens foram censuradas pela Microsoft, que posteriormente removeu as menções ao seu nome do Minecraft (excluindo uma instância nos créditos finais do jogo) e não o convidou para a celebração do décimo aniversário do jogo.  Em 2015, ele cofundou um estúdio de jogos separado chamado Rubberbrain, que foi relançado em 2024 como Bitshift Entertainment. 

## Biografia
Markus Alexej Persson nasceu em Estocolmo, Suécia, filho de mãe finlandesa Ritva e de pai sueco Birger, em 1 de junho de 1979. Possui uma irmã. Ele cresceu em Edsbyn até os 7 anos, antes de sua família voltar para Estocolmo. Em Edsbyn, o pai de Persson trabalhava em uma ferrovia e sua mãe era enfermeira. Seu passatempo favorito era ficar ao ar livre em Edsbyn, explorando a floresta com seus amigos.
Quando Persson tinha cerca de sete anos, seus pais se divorciaram e ele e sua irmã foram moram com a mãe. Seu pai mudou-se para uma cabana no campo. Persson disse em uma entrevista que eles passavam por insegurança alimentar cerca de uma vez por mês. Persson perdeu contato com o pai por vários anos após o divórcio.
Segundo Persson, seu pai sofria de depressão, transtorno bipolar, alcoolismo e abuso de medicamentos, e foi preso por roubos. Embora seu pai tenha se recuperado um pouco durante a infância de Persson, seu pai teve uma recaída, contribuindo para o divórcio. Sua irmã também teve contato com drogas e fugiu de casa.
Ele ganhou interesse em videogames desde cedo. Seu pai era "um grande nerd", que construiu seu próprio modem e ensinou Persson a usar o Commodore 128 da família. Nele, Persson jogou jogos piratas e carregou vários programas de escrita de código de revistas de informática com a ajuda de sua irmã. O primeiro jogo que comprou com seu próprio dinheiro foi The Bard's Tale. Ele começou a programar no computador doméstico Commodore 128 de seu pai aos sete anos de idade. Ele produziu seu primeiro jogo aos oito anos de idade, um jogo de aventura baseado em texto.
Em 1994, Persson descobriu que queria se tornar um desenvolvedor de videogames, mas seus professores o aconselharam a estudar design gráfico, o que ele fez dos 15 aos 18 anos.
Persson, embora introvertido, era muito querido por seus colegas, mas depois de entrar na escola secundária era um "solitário" e supostamente tinha apenas um amigo. Ele passava a maior parte do tempo livre com jogos e programação em casa. Ele conseguiu fazer a engenharia reversa do mecanismo Doom, do qual continuou a se orgulhar até 2014. Ele nunca terminou o ensino médio, apesar de ter sido um bom aluno.

## Carreira

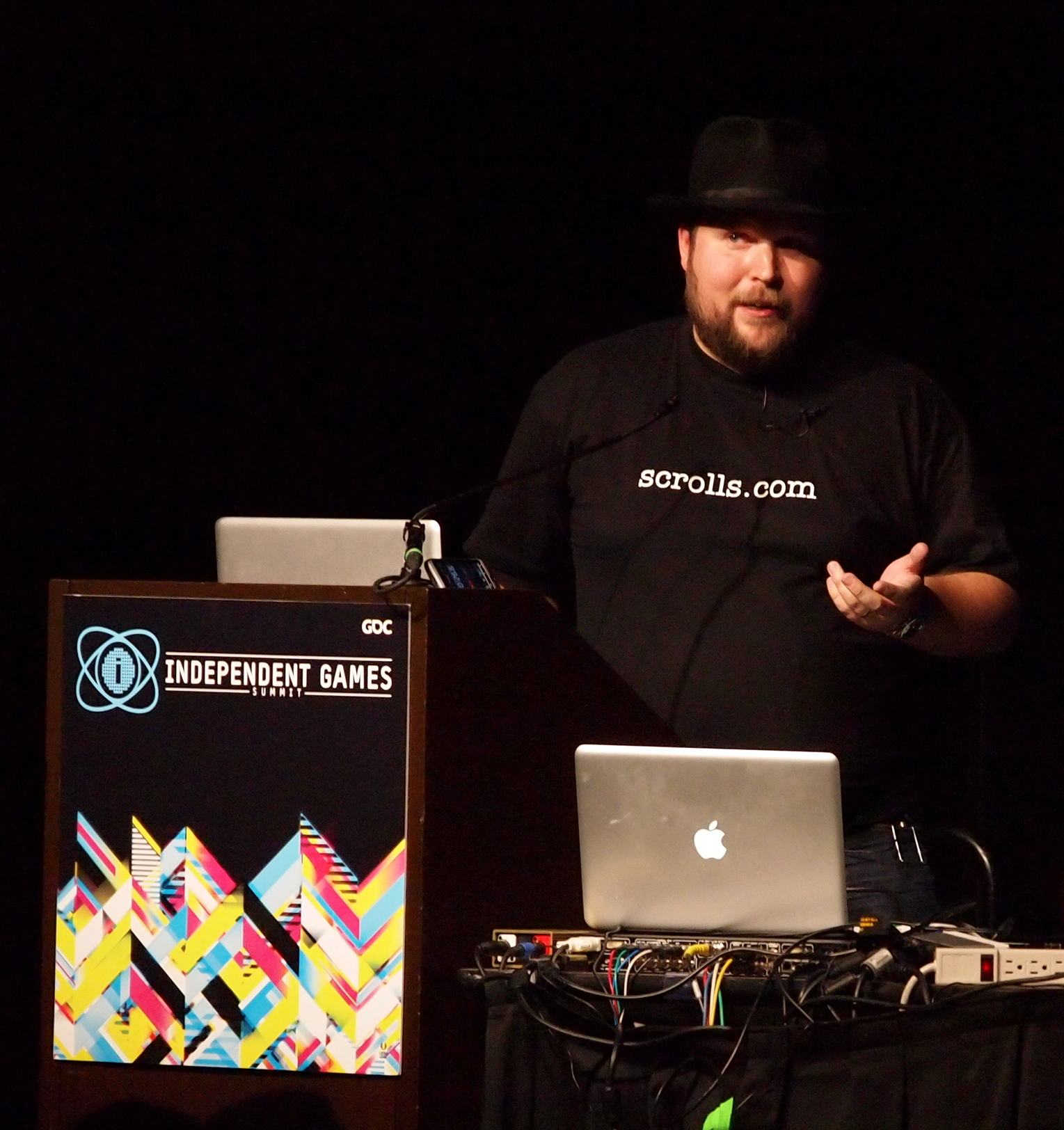
Markus Persson na GDC 2011

Persson começou sua carreira trabalhando como web designer. Mais tarde, ele encontrou um emprego na Game Federation, onde conheceu Rolf Jansson. A dupla trabalhou em seu tempo livre para construir o videogame Wurm Online de 2006. O jogo foi lançado por meio de uma nova entidade, "Mojang Specifications AB". Persson deixou o projeto no final de 2007. Como Persson queria reutilizar o nome "Mojang", Jansson concordou em renomear a empresa para Onetoofree AB.
Entre 2004 e 2009, Persson trabalhou como desenvolvedor de jogos para a Midasplayer (mais tarde conhecida como King). Lá, ele trabalhou como programador, principalmente construindo jogos de navegador feitos em Flash. Mais tarde, ele trabalhou como programador para jAlbum.

### Minecrafte Mojang

#### Inspiração paraMinecraft
Antes de criar o Minecraft, Persson desenvolveu vários jogos pequenos. Ele também entrou em várias competições de design de jogos e participou de discussões nos fóruns TIGSource, um fórum da web para desenvolvedores de jogos independentes.
Um dos projetos pessoais mais notáveis de Persson foi chamado RubyDung, um jogo tridimensional isométrico de construção de bases como RollerCoaster Tycoon e Dwarf Fortress. Enquanto trabalhava em RubyDung, Persson experimentou um modo de visão em primeira pessoa semelhante ao encontrado em Dungeon Keeper. No entanto, ele sentiu que os gráficos estavam muito pixelados e omitiu esse modo.
Em 2009, Persson encontrou inspiração no Infiniminer, um jogo de mineração aberto baseado em blocos. Infiniminer influenciou fortemente seu trabalho futuro em RubyDung, e estava por trás do raciocínio de Persson para retornar o modo de primeira pessoa, o estilo visual "em blocos" e os fundamentos de construção de blocos para o jogo.
RubyDung é o primeiro protótipo de Minecraft conhecido criado por Persson.

#### Lançamento e sucesso deMinecraft
Em 17 de maio de 2009, Persson lançou a edição original (mais tarde chamada de "versão clássica") do Minecraft nos fóruns do TIGSource. Ele atualizava o jogo regularmente com base no feedback dos usuários do TIGSource. Persson lançou várias novas versões do Minecraft ao longo de 2009 e 2010, passando por várias fases de desenvolvimento, incluindo Survival Test, Indev e Infdev. Em 30 de junho de 2010, Persson lançou a versão Alpha do jogo.
Enquanto trabalhava na versão pré-alfa do Minecraft, Persson continuou trabalhando na jAlbum. Em 2010, após o lançamento e subsequente sucesso da versão Alpha do Minecraft, Persson passou de uma função de tempo integral para uma função de meio período na jAlbum. Ele deixou o jAlbum no mesmo ano.
Em setembro de 2010, Persson viajou para a sede da Valve Corporation em Bellevue, Washington, onde participou de um exercício de programação e se encontrou com Gabe Newell. Persson recebeu uma oferta de emprego na Valve, que recusou para continuar trabalhando no Minecraft. Posteriormente, Persson foi homenageado pela Valve com um chapéu no jogo Team Fortress 2, após ele ter declarado que: "nenhum jogador acreditava que ele era o verdadeiro Notch".
Em 20 de dezembro de 2010, o Minecraft entrou em sua fase beta e começou a se expandir para outras plataformas, incluindo dispositivos móveis. Em janeiro de 2011, o Minecraft atingiu um milhão de contas registradas. Seis meses depois, chegou a dez milhões. Mojang realizou o primeiro Minecon de 18 a 19 de novembro de 2011 para comemorar seu lançamento completo e, posteriormente, tornou-o um evento anual. Em seguida, em 11 de dezembro de 2011, Persson transferiu o controle criativo do Minecraft para Jens Bergensten e começou a trabalhar em outro título de jogo, 0x10c, embora ele supostamente tenha abandonado o projeto por volta de 2013.
Em 2013, a Mojang registrou receitas de US$ 330 milhões e lucros de US$ 129 milhões.

#### Saindo da Mojang
Persson afirmou que, devido à intensa atenção da mídia e pressão do público, ele ficou exausto de administrar o Minecraft e a empresa.
Em junho de 2014, Persson twittou "Alguém quer comprar minha parte da Mojang para que eu possa seguir em frente com minha vida? Receber ódio por tentar fazer a coisa certa não é meu show", supostamente em parte como uma piada. Persson controlava uma participação de 71% na Mojang na época. A oferta atraiu um interesse significativo da Activision Blizzard, EA e Microsoft. A Forbes relatou mais tarde que a Microsoft queria comprar o jogo como uma "evasão fiscal" para transformar seu excesso de caixa líquido tributável em outros ativos.
Em setembro de 2014, a Microsoft concordou em comprar a Mojang por $ 2,5 bilhões, tornando Persson um bilionário. Deixando a empresa depois que o negócio foi finalizado em novembro.

### Atividades posteriores
Desde que deixou a Mojang, Persson trabalhou em vários pequenos projetos. Por volta de 2015, fundou uma empresa com Porsér chamada Rubberbrain, mas a empresa não tinha jogos até 2021, apesar de gastar SEK 60 milhões. Persson manifestou interesse em criar um novo estúdio de videogame em 2020 e em desenvolver jogos de realidade virtual. Desde então, ele também criou uma série de eventos imersivos baseados em narrativas chamados ".party()", que usa vários efeitos visuais e foi realizado em várias cidades.
Desde que deixou Mojang, Persson criticou a direção do Minecraft em várias ocasiões. Ele descreveu o Minecraft como um "jogo morto" em 2021.

## Vida pessoal
Em 2011, Persson se casou com Elin Zetterstrand, com quem namorou quatro anos antes. Zetterstrand era um ex-moderadora nos fóruns do Minecraft. Eles tiveram uma filha juntos, mas em meados de 2012, ele começou a se distanciar dela. Em 15 de agosto de 2012, ele anunciou que ele e sua esposa haviam pedido o divórcio. O divórcio foi finalizado no final daquele ano. Ele não se casou novamente desde então.
Em 14 de dezembro de 2011, o pai de Persson cometeu suicídio com um revólver. Em entrevista ao The New Yorker, Persson disse sobre seu pai:
Quando decidi largar meu emprego e trabalhar em meus próprios jogos, ele foi a única pessoa que apoiou minha decisão. Ele estava orgulhoso de mim e fez questão de que eu soubesse. Quando adicionei os monstros ao Minecraft, ele me disse que as cavernas escuras se tornaram muito assustadoras para ele. Mas acho que foi a única crítica verdadeira que ouvi dele.
Mais tarde, Persson admitiu que ele próprio sofria de depressão e uma grande variação de humor constante.
Persson criticou a pirataria e a postura de grandes empresas de jogos em relação à pirataria; além disso, ele é membro do Partido Pirata da Suécia. Ele é ateu.
Ele doou para inúmeras instituições de caridade, incluindo Médecins Sans Frontières (Médicos Sem Fronteiras). Sob sua direção, Mojang passou uma semana desenvolvendo Catacomb Snatch para o Humble Indie Bundle e levantou $ 458.248 para caridade. Ele também doou $ 250.000 para a Electronic Frontier Foundation em 2012. Em 2011, ele devolveu US$ 3 milhões em dividendos aos funcionários da Mojang.
Segundo a Forbes, seu patrimônio líquido em 2023 era de cerca de US$ 1,2 bilhão. Em 2014, Persson foi um dos maiores contribuintes na Suécia. Por volta de 2014, ele morava em uma cobertura de vários andares em Östermalm, Estocolmo, uma área que ele descreveu como "onde vivem os ricos". Em dezembro de 2014, Persson comprou uma casa em Trousdale Estates, Beverly Hills, Califórnia por $ 70 milhões, um preço recorde de vendas para Beverly Hills na época. Persson supostamente superou o lance de Beyoncé e Jay-Z pela propriedade.
Persson é membro do grupo sueco da Mensa International.

## Controvérsias
Persson começou a receber críticas generalizadas por opiniões políticas e sociais que expressou nas redes sociais já em 2016. Desde então, ele foi acusado de homofobia, racismo, transfobia e apoio a teorias da conspiração.
Em 2017, para combater os eventos do orgulho LGBT, ele propôs um feriado do orgulho heterossexual e escreveu que aqueles que se opunham à ideia "merecem ser fuzilados". Depois de enfrentar a reação, ele deletou os tweets e rescindiu suas declarações, escrevendo: “Então, sim, é sobre o orgulho de ousar expressar, não sobre o orgulho de ser quem você é. Eu entendo agora."
Em 2017, ele escreveu que o feminismo é uma "doença social" e chamou a desenvolvedora de videogames e apoiadora do feminismo Zoë Quinn de "cunt", embora geralmente criticasse o movimento GamerGate. Ele acusou várias práticas e ideias feministas, como o mansplaining, de serem sexistas.
Ele também foi acusado de transfobia, embora tenha negado isso em 2016. Em 10 de março de 2019, ele twittou em resposta a um meme pró-transgênero na internet que "Você é absolutamente mau se quiser encorajar a ilusão. O que aconteceu com a não estigmatização da doença mental?" Ele então também promoveu alegações de que as pessoas foram multadas por "usar o pronome errado". No entanto, depois de enfrentar a reação, ele twittou um dia depois que "não tinha ideia do que é [ser trans], é claro, mas é inspirador como o inferno quando as pessoas se abrem e escolhem realmente ser quem elas se conhecem. Não porque seja uma escolha legal, porque é um grande passo. Eu acho [sic] isso é realmente legal nvm".
Em 30 de novembro de 2017, Persson twittou que "it's okay to be white" afirmando sua crença de que o privilégio era uma "métrica inventada", embora denunciasse generalizações e tratamento diferenciado apenas com base na pele cor.
Críticas ao apoio de Persson a várias teorias da conspiração também existem. Em 2017, afirmou que acreditava no Pizzagate. Em 2019, ele twittou em apoio ao QAnon, dizendo "Q é legítimo. Não confie na mídia."
Em 2019, a Microsoft removeu duas menções ao nome de Persson na atualização 19w13a do Minecraft e não o convidou para a comemoração do 10º aniversário do jogo. Um porta-voz da Microsoft afirmou que suas opiniões "não refletem as da Microsoft ou da Mojang".

## Jogos

### Minecraft
A criação mais popular de Persson é o jogo sandbox de sobrevivência Minecraft, que foi disponibilizado publicamente pela primeira vez em 17 de maio de 2009 e totalmente lançado em 18 de novembro de 2011. Persson deixou seu emprego como desenvolvedor de jogos para trabalhar no Minecraft em tempo integral até a conclusão. No início de 2011, a Mojang AB vendeu a milionésima cópia do jogo, vários meses depois a segunda e vários outros a terceira. Mojang contratou vários novos funcionários para a equipe do Minecraft, enquanto Persson passou a função de desenvolvedor principal para Jens Bergensten. Ele parou de trabalhar no Minecraft depois de um acordo com a Microsoft para vender a Mojang por US$ 2,5 bilhões. Isso elevou seu patrimônio líquido para US $ 1,5 bilhão.

### Caller's Bane
Persson e Jakob Porsér tiveram a ideia de Scrolls, incluindo elementos de jogos de tabuleiro e jogos de cartas colecionáveis. Persson observou que não estará ativamente envolvido no desenvolvimento do jogo e que Porsér o estará desenvolvendo. Persson revelou em seu blog tumblr em 5 de agosto de 2011 que estava sendo processado por um escritório de advocacia sueco que representa a Bethesda Softworks sobre o nome de marca registrada Scrolls, alegando que estava em conflito com a série de jogos The Elder Scrolls. Em 17 de agosto de 2011, Persson desafiou a Bethesda para um torneio Quake 3 para decidir o resultado da disputa de nomeação. Em 27 de setembro de 2011, Persson confirmou que o processo estava indo para o tribunal. A ZeniMax Media, proprietária da Bethesda Softworks, anunciou o acordo do processo em março de 2012. O acordo permitiu que Mojang continuasse usando a marca Scrolls. Em 2018, Scrolls foi disponibilizado gratuitamente e renomeado para Caller's Bane.

### Cliffhorse
Cliffhorse é um jogo humorístico programado em duas horas usando o motor de jogo Unity e ativos gratuitos. O jogo foi inspirado no motor de física de  Skyrim, "os mais embaraçosos jogos Greenlight de esforço mínimo", Goat Simulator e Big Rigs: Over the Road Racing. O jogo foi lançado para sistemas Microsoft Windows como um jogo de acesso antecipado honorware no dia inicial da E3 2014, instruindo os usuários a doar Dogecoin para "comprar" o jogo antes de baixá-lo. O jogo acumulou mais de 280.000 dogecoins.

### 0x10c
Após o fim de seu envolvimento com o Minecraft, Persson começou a pré-produção de um jogo espacial de realidade alternativa ambientado em um futuro distante em março de 2012. No Dia da Mentira, Mojang lançou um site satírico para Mars Effect (paródia de Mass Effect), citando o processo com a Bethesda como inspiração. No entanto, os elementos de jogabilidade permaneceram verdadeiros e em 4 de abril, Mojang revelou 0x10 c (pronuncia-se "Ten to the C") como um título de sandbox espacial. Persson interrompeu oficialmente a produção do jogo em agosto de 2013. No entanto, C418, o compositor da trilha sonora do jogo (assim como a de Minecraft), lançou um álbum com o trabalho que havia feito para o jogo.

### Shambles
Em 2013, Persson criou um jogo gratuito chamado Shambles no mecanismo de jogo Unity.

### Ludum Dare
Persson também participou de várias competições de criação de jogos Ludum Dare 48 horas:
- Breaking the Tower foi um jogo desenvolvido por Persson para a entrada na competição Ludum Dare No. 12. O jogo se passa em uma pequena ilha, onde o jogador deve reunir recursos, construir prédios e treinar soldados para destruir uma grande torre nesta ilha. O jogo recebeu uma breve atenção da mídia de jogos.[147][148]
- Metagun é um jogo de plataforma 2D criado para Ludum Dare No. 18.[149]
- Prelude of the Chambered é um jogo desenvolvido por Persson para a entrada na competição Ludum Dare No. 21. Prelude of the Chambered é um pequeno videogame de rastreamento de masmorras em primeira pessoa.
- Minicraft é um jogo desenvolvido para Ludum Dare No. 22, realizado de 16 a 19 de dezembro de 2011.[150][151] É um pequeno jogo top-down com semelhanças com Zelda e influenciado pelo Minecraft. Está escrito em Java.

## Prêmios
| Ano  | Trabalho  | Categoria                                                             | Prêmio                        | Resultado | Ref.            |
| ---- | --------- | --------------------------------------------------------------------- | ----------------------------- | --------- | --------------- |
| 2011 | Minecraft | Melhor Jogo de Estreia, Prêmio de Inovação, Melhor Jogo para Download | Game Developers Choice Awards | Venceu    | [ 152 ]         |
| 2012 | Minecraft | Prêmio Especial BAFTA                                                 | BAFTA                         | Venceu    | [ 153 ] [ 154 ] |
| 2016 | Minecraft | Vencedor do Prêmio Pioneiro                                           | Game Developers Choice Awards | Venceu    | [ 155 ]         |